# Souvenir lointain
Souvenir lointain (titre original : The Long Remembering) est une nouvelle de science-fiction de Poul Anderson, publiée en novembre 1957.
Le récit évoque un homme qui se prête à une expérience scientifique visant à l'envoyer, sous hypnose, dans l'esprit de l'un de ses ancêtres. Psychologiquement, il ne reviendra pas « indemne » de cette expérience.

## Publications

### Publications aux États-Unis
La nouvelle est initialement parue dans The Magazine of Fantasy & Science Fiction, vol. 13/5, no 78, p. 120, novembre 1957.
Puis elle est parue dans diverses anthologies :
- Science Fiction Showcase, 1959, publ. Doubleday
- Science Fiction Showcase, 1966, publ. Whiting & Wheaton
- Science Fiction Showcase, 1968, publ. Mayflower
- Homeward and Beyond, 1975, publ. Doubleday
- Homeward and Beyond, 1976, publ. Berkley Medallion
- Trips in Time, 1977, dir. Robert Silverberg, publ. Thomas Nelson
- Neanderthals, 1987, dir. Robert Silverberg, Martin H. Greenberg, Charles G. Waugh ; publ. Signet
- Trips in Time, 2009, dir. Robert Silverberg, publ. Wildside Press

### Publications en France
La nouvelle a été traduite en français par Francis Carsac. Elle a été publiée :
- dans le magazine OPTA, collection Fiction no 56
- dans le recueil Histoires de voyages dans le temps (1975), dir. Jacques Goimard, Demètre Ioakimidis & Gérard Klein, Le livre de poche, p. 123-138  (ISSN 0248-3653)  (ISBN 978-2-253-00769-2) ; dans la même collection et la même anthologie : réédition en 1987
- dans le recueil Anthologie Folio Junior Science-Fiction, dir. Christian Grenier, Gallimard, Folio Junior Science-Fiction, 1981, p. 29-45  (ISSN 0248-5338)

## Préface
Le recueil Histoires de voyages dans le temps est précédé d'une préface générale ; de surcroît chacune des nouvelles bénéficie d'une préface individuelle.
Dans sa préface à la nouvelle, Jacques Goimard explique que dans la nouvelle, le voyageur accomplit un voyage subjectif : « (…) Il n'est que spectateur : pas de paradoxe possible dans le passé. Mais il peut y avoir un choc en retour dans l'avenir ».

## Résumé

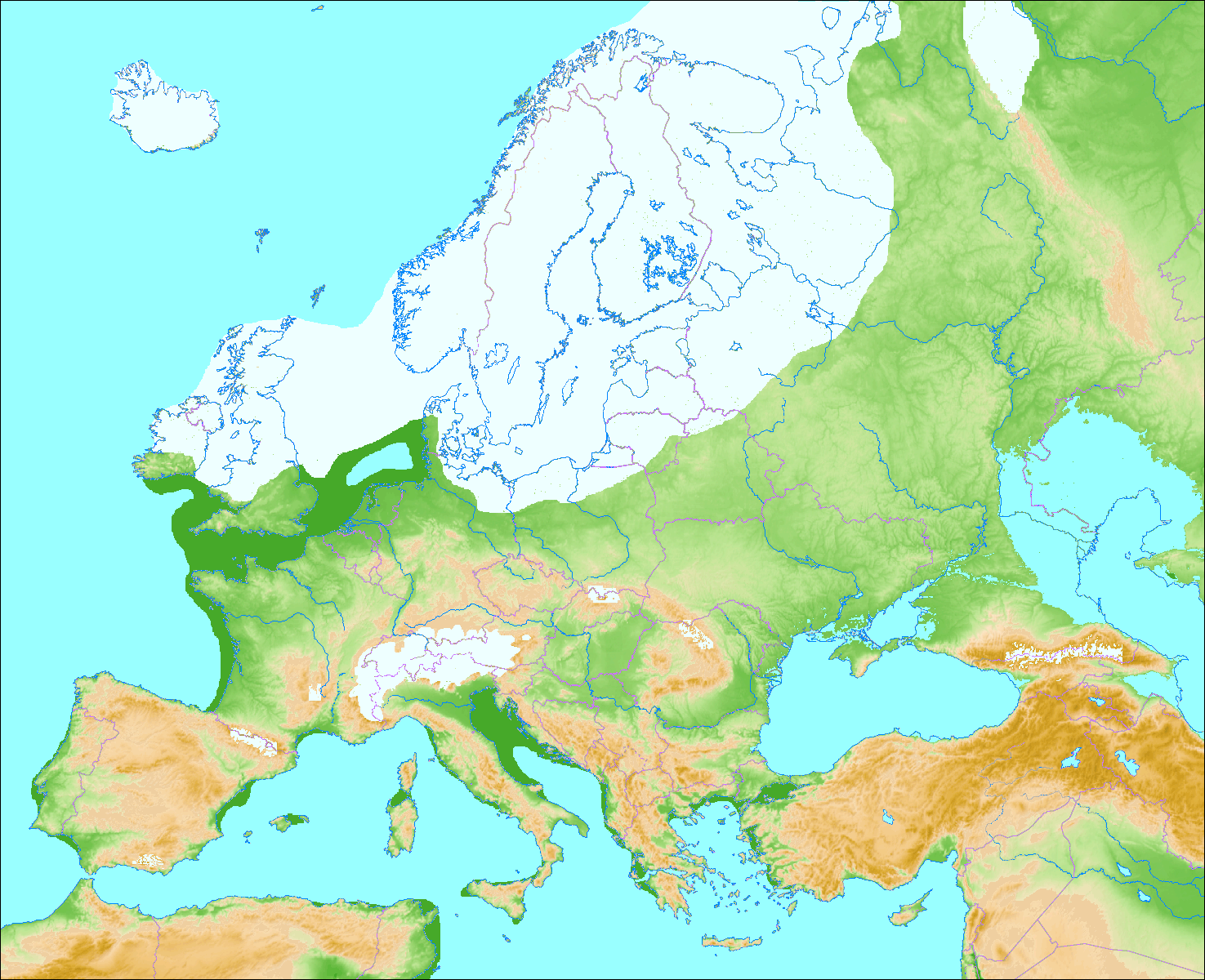
L'Europe au cours du dernier maximum glaciaire, il y a environ 21000 ans. Le récit se déroule en un lieu indéterminé en Europe.

Le narrateur se prête à une expérience scientifique, qui vise à l'envoyer, sous hypnose, dans l'esprit de l'un de ses ancêtres. Il vivra une partie de la vie de ce dernier, l'équivalent de quelques heures ou quelques jours, à une date et en lieu qu'il est impossible de déterminer. Le narrateur est payé pour cette expérience. Son corps ne quittera pas le lieu de l'expérience, et rien ne lui arrivera physiquement : son retour équivaudra à une sortie de rêve, et il racontera alors son « souvenir lointain ».
L'expérience a lieu.
Il s'appelle Argnach, et vit dans une tribu d'Hommes. La jeune femme dont il est amoureux, Evavy-Unaroa, vient d'être enlevée par des Ogres, qui sont des humains dégénérés (en réalité des hommes de Néandertal). Ces Ogres ont des faces simiesques, de longs bras, de gros crânes, des sourcils broussailleux, des mentons courts et étroits. Maladroits et malhabiles, ils ne connaissent pas le feu. Ils sont très forts physiquement, mais peu malins.
Argnach décide d'aller dans la horde des Ogres et délivrer Evavy-Unaroa. Les autres membres de la tribu lui déconseillent de faire cet acte, certes courageux mais très dangereux. Peut-être la jeune femme est-elle déjà morte ? La perte d'un membre de la tribu n'est-elle pas déjà suffisante ? Faut-il encourir de surcroît la perte d'un guerrier ? Argnach maintient sa décision. Il ira donc seul.
Il suit les traces des Ogres, et finit par découvrir leur repaire.  
La nuit venue, Argnach les attaque : il détecte l'endroit où Evavy-Unaroa est retenue prisonnière puis la délivre. Ils prennent tous deux la fuite en courant et en volant une pirogue. Ils rentrent au campement, sous les ovations des membres de la tribu.
Le narrateur revient à la réalité du XXe siècle. Il donne les grandes lignes de son rêve aux savants qui ont organisé l'expérience. On lui annonce qu'il a été transporté il y a peut-être 25 000 ans, au moment d'une période interglaciaire, dans une tribu d'hommes de Cro-Magnon, en lutte territoriale contre les hommes de Néanderthal. Le voyageur temporel rentre ensuite chez lui, où son épouse l'attend.

La fin de la nouvelle se termine par ces lignes concises mais poignantes :
« Claire posa sa cigarette, se leva et vint vers moi.

— Alors, chéri ?

— Tout s'est bien passé, dis-je. Je suis un peu fatigué. Fais-moi un peu de café, veux-tu ?

— Bien sûr, bien sûr... Mais où es-tu allé, mon chéri ?

Elle me prit par la main et me tira vers la cuisine.

Je la regardai, nette et avenante, un peu grassouillette, avec sa crème sur la peau, son rouge, sa gaine, ses lunettes, et ses cheveux soigneusement ondulés.

Un autre visage se dressa dans mon souvenir, un visage bronzé par le soleil et le vent, des cheveux comme une grande crinière fauve, et des yeux comme un clair ciel d'été. Je me rappelai les taches de rousseur poudrant un nez levé vers moi, noirci par la suie du foyer, et les petites mains durcies par le travail qui se tendaient vers moi.

Et je sus quelle serait ma punition pour ce que j'avais fait et je sus qu'elle n'aurait pas de fin. »